# Владимировка (Вольнянский район)
Владимировка (укр. Володимирівка) — село,
Антоновский сельский совет,
Вольнянский район,
Запорожская область,
Украина.
Код КОАТУУ — 2321580502. Население по переписи 2001 года составляло 173 человека.

## Географическое положение
Село Владимировка находится между реками Солёная и Любашевка,
на расстоянии в 1,5 км от села Геленджик.
По селу протекает пересыхающий ручей с запрудой.